# Neko Atsume
Neko Atsume (ねこあつめ Lit. Colección de gatos?) es un videojuego de colección de gatos creado por Hit-Point Co.,Ltd para plataformas iOS y Android, fue lanzado el 20 de octubre de 2014.

## Modo de juego
El jugador debe comprar comida, juguetes y varios accesorios como muebles para atraer varios gatos a una sección de la casa del jugador o patio del área de juego visible en pantalla, el jugador puede mirar a los gatos interactuar con los objetos, tomar fotos de ellos y coleccionarlas en álbumes, adicionalmnente se reciben regalos y premios para ampliar las funcionalidades y comprar más alimento o accesorios. Los gatos del juego dejan al jugador pequeñas recompensas como pescados de plata y oro llamados niboshi, necesarios para comprar ítems y alimento; los jugadores también pueden remodelar el área de juego pudiendo elegir entre varios escenarios, muebles y accesorios.
El juego tiene la particularidad de no tener un final, los gatos seguirán apareciendo siempre y cuando se tenga algún elemento para llamar su atención como alimento o juguetes, el juego es ofrecido de forma gratuita con la opción de hacer compras dentro de la aplicación con dinero real. Existen en el juego 62 gatos para coleccionar, además 22 son considerados "gatos raros" pues solamente aparecen al mostrar ciertos accesorios en el área de juego; cada gato tiene un nombre único y una ficha mostrando sus personalidad y gustos.

## Desarrollo
Yutaka Takazaki, desarrollador del juego, mencionó que su meta era crear un juego donde niños y adultos pudieran disfrutar sin dedicar una gran cantidad de esfuerzo en el juego; al ser un fanático de los gatos, el creador ha mencionado que incluso él no sabe por qué el juego es tan popular.

## Recepción
En mayo de 2015 el juego consiguió un total de 4 millones de descargas combinadas en las plataformas iOS y Android, ese mismo año ganó el premio CEDEC Awards al mejor diseño. En septiembre de 2015 Google y el desarrollador Hit-Point se unieron para crear una versión real del juego, transmitida en la plataforma de videos YouTube en un café en Osaka; la empresa Petio Corporation lanzó en 2016 varios juguetes de los gatos del videojuego, además se anunció en noviembre de 2016 una adaptación del juego en una película de acción real titulada Neko Atsume no ie (ねこあつめの家).